# 二糖

主な二糖、スクロース。

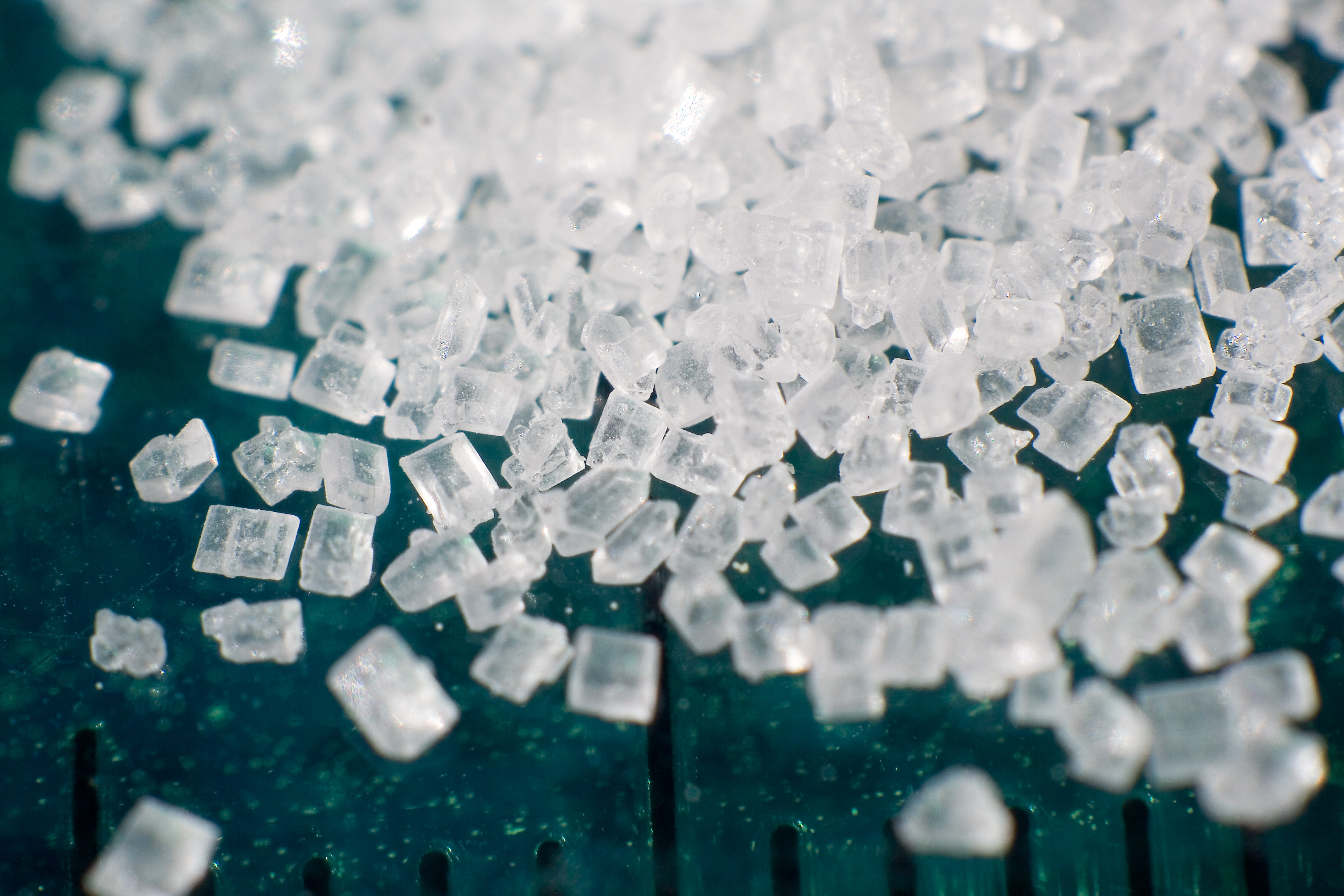
スクロースの結晶

二糖（にとう、disaccharide）とは、糖類の最小構成単位である単糖2分子が脱水縮合し、グリコシド結合を形成して1分子となった糖のことである。砂糖の主成分であるスクロースは二糖の一種である。
二糖は炭水化物のグループの一つで、少糖ともいわれるオリゴ糖 (oligosaccharide) の一種ともされる。
高等学校の教科書などにおいて、狭義には分子式 C12H22O11 で表される糖を指すこともある。広義には、構成要素として糖アルコールを含むマルチトール、糖酸を含むラクトビオン酸、アミノ糖を含むラクトサミンなどのものも二糖として扱われる。
二糖を触媒を用いて加水分解すると単糖が得られる。

## 分類
二糖を構成する単糖のどちらかがフリーなヘミアセタール構造を持つ還元糖と、アノメリック炭素がアセタールを形成しヘミアセタール構造を持たなくなった非還元糖の2つに分類できる。例えば、セロビオースとマルトースは還元糖で、スクロースとトレハロースは非還元糖である。

## 形成
二糖は2分子の単糖がそれぞれ水分子を脱離して結合することによって形成する。例えばラクトース（乳糖）はグルコースとガラクトースからなり、スクロース（ショ糖）はグルコースとフルクトースからなる。
このような反応を脱水反応（または縮合反応、両方まとめて脱水縮合反応）といい、形成した結合をグリコシド結合と呼ぶ。
なお、二糖類を化学結合からみると、配糖体の一種と見ることもできる。グリコシド (glycoside)は、糖全般の配糖体を指す。これに対し、グルコシド (glucoside) はグルコースの配糖体、ガラクトシド(galactoside)はガラクトースの配糖体を指すように、糖名 + オシドで表記する。2種類の糖によるグリコシド結合の名称も、配糖体でいう、アグリコンが結合している糖の方の名前で呼ぶ。例：スクロース→グルコシド結合、ラクトース→ガラクトシド結合。

## 性質
アグリコン部の鎖状型がアルデヒド基をもつものは（アグリコン部がフルクトースのものは、ロブリー・ドブリュイン-ファン エッケンシュタイン転位反応によりアルデヒド基が生じる)還元性をもつ。
よって、アグリコン部の鎖状型がアルデヒド基をもつマルトースやパラチノースは、還元性をもつ「還元糖」であるのに対し、パラチノースと同じグルコース + フルクトース型の二糖であるスクロースでは、アグリコン部が鎖状型をとるための還元末端部を結合に使ってしまっているため、アルデヒド基を生じず、還元性を持たない「非還元糖」となる。

## 主な二糖
| 二糖                      | 単糖1        | 単糖2        | 結合    | 還元性 |
| ------------------------- | ------------ | ------------ | ------- | ------ |
| スクロース (ショ糖, 砂糖) | グルコース   | フルクトース | α(1→2)β | なし   |
| ラクツロース              | ガラクトース | フルクトース | β(1→4)  | あり   |
| ラクトース (乳糖)         | ガラクトース | グルコース   | β(1→4)  | あり   |
| マルトース (麦芽糖)       | グルコース   | グルコース   | α(1→4)  | あり   |
| トレハロース              | グルコース   | グルコース   | α(1→1)α | なし   |
| セロビオース              | グルコース   | グルコース   | β(1→4)  | あり   |

マルトースとセロビオースはそれぞれデンプン、セルロースを加水分解することにより生成する。

## 稀少な二糖
稀少な二糖には以下がある。
| 二糖                               | 構成する単糖                | 結合                                            | 還元性 |
| ---------------------------------- | --------------------------- | ----------------------------------------------- | ------ |
| コージビオース                     | 2グルコース                 | α(1→2)                                          | あり   |
| ニゲロース                         | 2グルコース                 | α(1→3)                                          | あり   |
| イソマルトース                     | 2グルコース                 | α(1→6)                                          | あり   |
| β,β-トレハロース(イソトレハロース) | 2グルコース                 | β(1→1)β                                         | なし   |
| α,β-トレハロース(ネオトレハロース) | 2グルコース                 | α(1→1)β                                         | なし   |
| ソホロース                         | 2グルコース                 | β(1→2)                                          | あり   |
| ラミナリビオース                   | 2グルコース                 | β(1→3)                                          | あり   |
| ゲンチオビオース                   | 2グルコース                 | β(1→6)                                          | あり   |
| ツラノース                         | グルコース + フルクトース   | α(1→3)                                          | あり   |
| マルツロース                       | グルコース + フルクトース   | α(1→4)                                          | あり   |
| パラチノース                       | グルコース + フルクトース   | α(1→6)                                          | あり   |
| ゲンチオビウロース                 | グルコース + フルクトース   | β(1→6)                                          | あり   |
| マンノビオース                     | 2マンノース                 | α(1→2), α(1→3), α(1→4)、 またはα(1→6)のいずれか | あり   |
| メリビオース                       | ガラクトース + グルコース   | α(1→6)                                          | あり   |
| メリビウロース                     | ガラクトース + フルクトース | α(1→6)                                          | あり   |
| ネオラクトース                     | ガラクトース + アルトロース | β(1→4)                                          | あり   |
| ガラクトスクロース                 | ガラクトース + フルクトース | α(1→2)β                                         | なし   |
| シラビオース                       | グルコース + ラムノース     | β(1→4)                                          | あり   |
| ネオヘスペリドース                 | ラムノース + グルコース     | α(1→2)                                          |        |
| ルチノース                         | ラムノース + グルコース     | α(1→6)                                          | あり   |
| ルチヌロース                       | ラムノース + フルクトース   | β(1→6)                                          | あり   |
| ビシアノース                       | アラビノース + グルコース   | α(1→6)                                          | あり   |
| キシロビオース                     | 2キシロース                 | β(1→4)                                          | あり   |
| プリメベロース                     | キシロース+グルコース       | β(1→6)                                          | あり   |

## 広義の二糖
| 二糖               | 単糖1                                       | 単糖2                                              | 結合    | 還元性 |
| トレハロサミン     | グルコサミン                                | グルコース                                         | α(1→1)  | なし   |
| マルチトール       | グルコース                                  | ソルビトール                                       | α(1→4)  | なし   |
| セロビオン酸       | グルコース                                  | グルコン酸                                         | β(1→4)  | なし   |
| ラクトサミン       | ガラクトース                                | グルコサミン                                       | β(1→4)  | あり   |
| ラクトースジアミン | ガラクトサミン                              | グルコサミン                                       | β(1→4)  | あり   |
| ラクトビオン酸     | ガラクトース                                | グルコン酸                                         | β(1→4)  | なし   |
| ラクチトール       | ガラクトース                                | ソルビトール                                       | β(1→4)  | なし   |
| ヒアロビウロン酸   | グルコピラノシルウロン酸                    | グルコサミン                                       | β(1→3)  | あり   |
| スクラロース       | ガラクトースの4位水酸基を塩素で置換したもの | フルクトースの1位と6位の水酸基を塩素で置換したもの | α(1→2)β | なし   |

スクラロースは、スクロース(ショ糖)のヒドロキシル基を3つ、塩素で置換したものだが、糖の構成がスクロースではグルコースだったものが、スクラロースではガラクトースになっている。これは求核置換反応(SN2反応)により、立体反転が起きているためである。